# Almazora

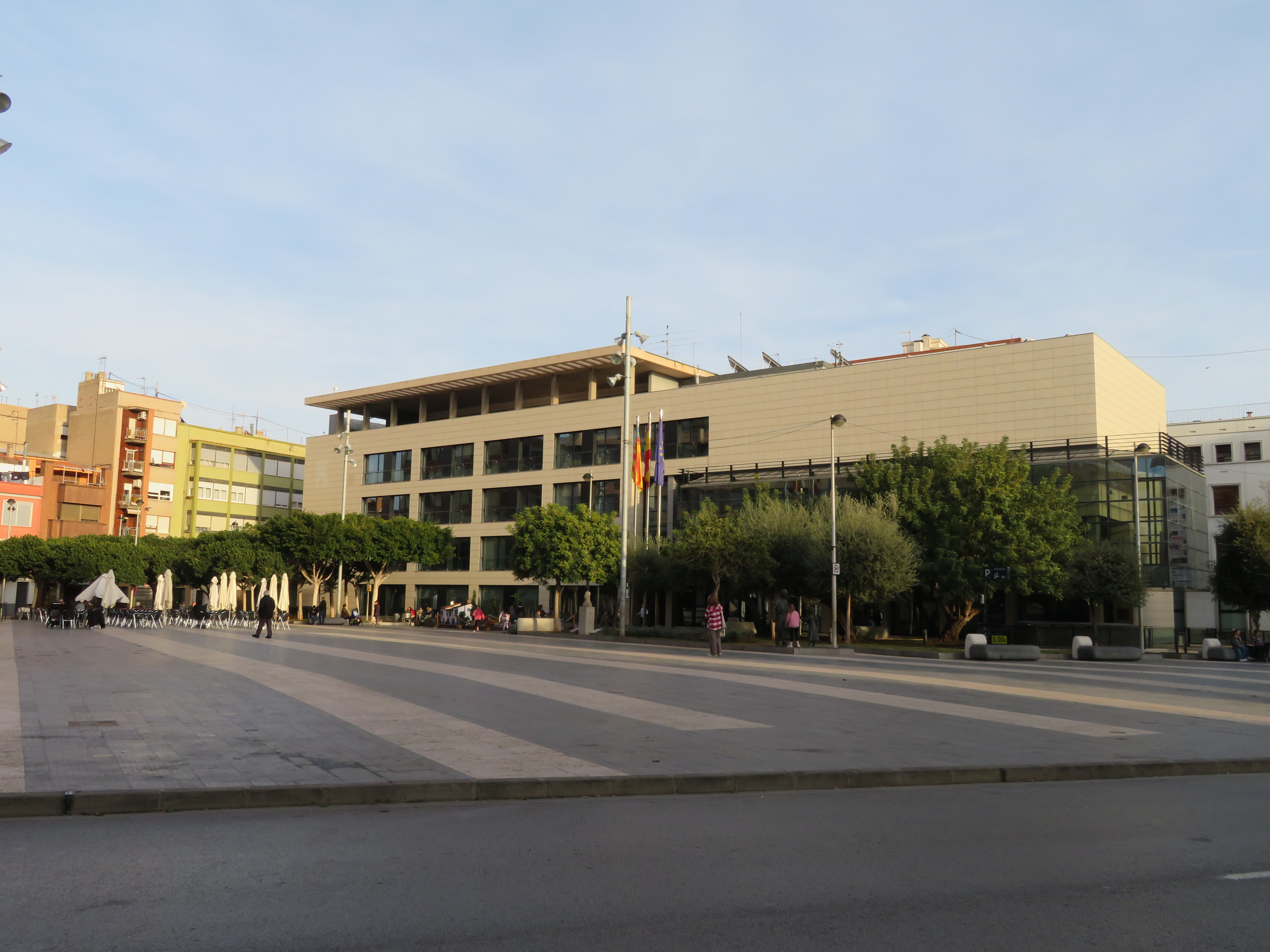
Ayuntamiento de Almassora.

Almazora (in valenciano Almassora) è un comune spagnolo di 17 331 abitanti situato nella comunità autonoma Valenciana.

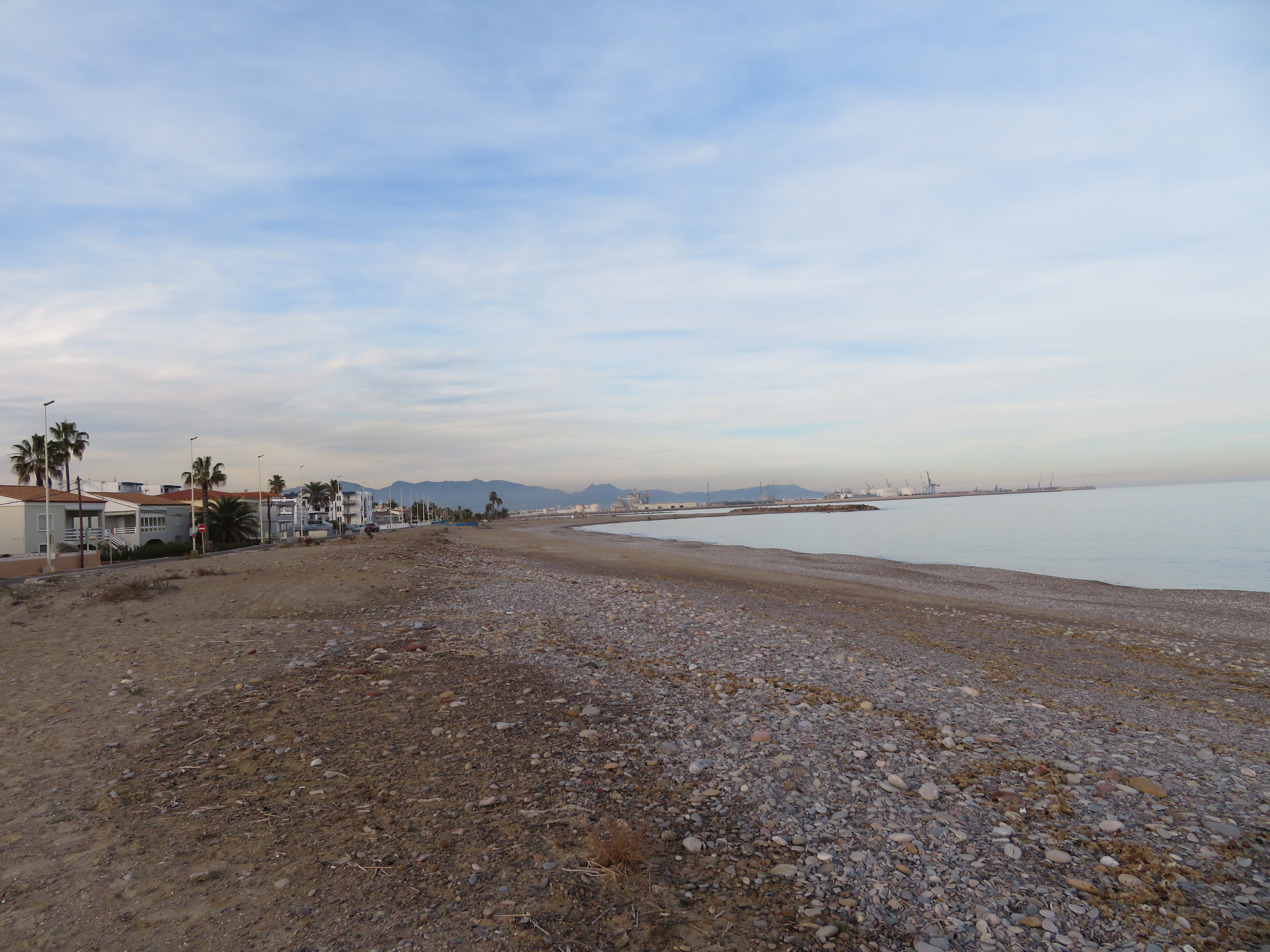
Playa de Ben-Afeli, Almassora, Castellón.